# Amalgam (Album)
Amalgam ist ein Jazzalbum von Ivo Perelman und Matthew Shipp. Die 2018 entstandenen Aufnahmen erschienen am 1. April 2020 auf Mahakala Music.

## Hintergrund
Amalgam war die 17. CD, verteilt auf zehn Alben des Duos des in Brooklyn lebenden brasilianischen Tenorsaxophonisten Ivo Perelman mit dem amerikanischen Pianisten Matthew Shipp, darunter Veröffentlichungen wie Oneness oder Live in Nuremberg. Hinzu kommen Perelmans zahlreiche Trio- und Quartettaufnahmen, an denen auch Shipp mitgewirkt hatte, wie Shamanism mit dem Gitarristen Joe Morris.

## Titelliste
- Ivo Perelman: Amalgam (Mahakala Music)[2]

1. Part 1 4:21
2. Part 2 3:52
3. Part 3 3:40
4. Part 4 2:57
5. Part 5 3:29
6. Part 6 4:41
7. Part 7 3:01
8. Part 8 5:04
9. Part 9 4:01
10. Part 10 4:56
11. Part 11 3:17
12. Part 12 3:58

Wenn nicht anders vermerkt, stammen die Kompositionen von Perelman und Matthew Shipp.

## Rezeption
Man kann mit Fug und Recht sagen, dass Perelman und Shipp die einzigartigen Stile des anderen mittlerweile recht gut kennen, schrieb John Sharpe in All About Jazz. Dennoch scheint jede Sitzung neue Facetten ihres Zusammenspiels zu verfeinern und freizulegen. Während zuvor dokumentierte Begegnungen ausgedehnte Konzertauftritte beinhalteten, hat diese Studioaufnahme ein Dutzend exquisit gestaltete Duette hervorgebracht. Jeder Track sei voller Ereignisse, die oft plötzlich und meist ungelöst enden. Perelman offenbare eine besinnliche Seite, zeitweise klagend inmitten des kehligen Knurrens und des eindringlichen Falsettgesangs. Shipp erwidere dies in gleicher Weise, mit spärlichem, sanftem Ausdruck, gepaart mit seiner üblichen impulsiven Veränderlichkeit. Auf „Teil 1“ würde er entspannt klingen, fast lyrisch, allerdings mit einem zitronensauren Touch, während sie eng miteinander verflochten fortfahren. Obwohl jedes Stück in sich geschlossen ist, wären sie so angeordnet, dass sie einen ähnlichen Bogen wie eine Live-Situation bilden, bestehend aus einer Reihe von Höhen und Tiefen, die in den dramatischen Wehklagen und dem torkelnden Bombast von „Part 11“ gipfeln, der im kraftvollen Austausch von „Part 11“ bestehen bleibt, bis hin zu „Part 12“, bis sie in einem wiederholten Gleichschritt ausgeblendet werden. Das sei Duo-Spiel auf höchstem Niveau.
Der Kritiker Neil Tesser, der mit diesem Duo besser vertraut ist als die meisten anderen, fragte in seinen Liner Notes hypothetisch, was es auf diesem Album Neues gibt. Seine Antwort ist, es gebe „eine Verschiebung des Fokus vom Makroskopischen zum Mikroskopischen; von der unerbittlichen Erkundung zu einer intensiven Konsolidierung von Konzepten und Material.“